# Herbacétine
L'herbacétine  est un composé organique de la famille des flavonols, un sous-groupe de flavonoïdes.

## Hétérosides
L'herbacétine diglucoside est présent dans les graines de lin.
La rhodionine est un rhamnoside de l'herbacétine présent dans les espèces du genre Rhodiola.

## Autres composé proches
La rhodioline est une flavonolignane, produite par le couplage oxydatif de l'alcool coniférylique avec le groupe 7,8-dihydroxyle de l'herbacétine. Elle est présente dans le rhizome de Rhodiola rosea.